# Hostačovka
Hostačovka är ett vattendrag i Tjeckien.   Det ligger i regionen Mellersta Böhmen, i den centrala delen av landet, 80 km öster om huvudstaden Prag.